# Erhard Schmidt

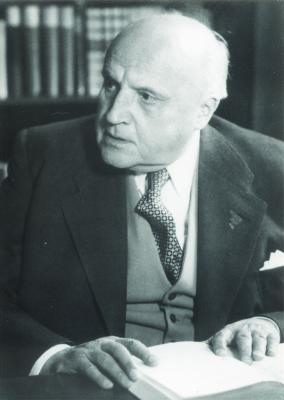
Erhard Schmidt

Erhard Schmidt (Dorpat (het huidige Tartu, in Estland), 13 januari 1876 - Berlijn, 6 december 1959) was een Duitse wiskundige.
Hij wordt samen met David Hilbert, Stefan Banach, Frigyes Riesz en Maurice René Fréchet beschouwd als een van de grondleggers van de moderne abstracte functionaalanalyse.